# Sandha Bhasa
Le « langage du crépuscule » (sanskrit : sandha-bhasa, tibétain : gongpe-ke) est un langage polysémique ainsi qu'un système de communication associé aux traditions tantriques du bouddhisme vajrayāna et de l'hindouisme. Il inclut de la communication visuelle, de la communication verbale ainsi que de la communication non verbale. Les textes tantriques sont souvent écrits dans une forme de langage du crépuscule qui est incompréhensible pour le lecteur profane. En tant que part de la tradition ésotérique de l'initiation, les textes écrits en ce langage ne doivent pas être utilisés par ceux qui n'ont pas de guide expérimenté ; l'usage de ce langage des oiseaux fait en sorte que les non-initiés n'accèdent pas facilement à la connaissance contenue dans ces travaux. Selon Judith Simmer-Brown (traduction libre) : 

« Comme il a souvent été dit, les textes tantriques sont écrits dans le langage du crépuscule (sandha-bhasa, 'gongpe-ke) qui, comme l'affirme le Hevajra-tantra, est un « langage secret, cette grande convention des yogini (en), que les sravakas et autres ne peuvent déchiffrer ». Cela signifie que les textes du tantra Bouddhiste ne peuvent être compris sans un commentaire oral spécifique délivré par un enseignant Vajrayāna initié. »

## Les écrits de Sonepur
Nayak (2006 : p. 72) affirme que la localité fertile de Sonepur et sa littérature qui emploie le Sandha Bhasa ont été développés principalement par Charyapada, Matsyendranath, Daridapa et les Naths :

« On peut faire remonter le développement de la littérature à Sonepur jusqu'à Charyapada, Matsyendranath et Daripada, de la secte des Naths. Ils écrivirent de la poésie ésotérique dans un langage connu sous le nom de Sandhya bhasa. Les dialectes locaux qu'ils utilisèrent ont toujours cours dans cette zone. »

## Un livre écrit par deux occidentaux
The Twilight Language: Explorations in Buddhist Meditation and Symbolism est un livre de 1986 écrit par Roderick S. Bucknell et Martin Stuart-Fox. Les deux auteurs étudient l'existence d'un langage du crépuscule employé dans l'exégèse de textes sacrés et dans les systèmes de communication des religions du dharma. Ce langage du crépuscule est employé à la fois pour évoquer la présence de significations cachées sous le sceau du secret, ainsi que la dissimulation de vérités ésotériques à travers un langage intentionnellement opaque, l'emploi de métaphores, de symbolique gestuelle, de codes et de signes spécifiques.
Afin de fournir un chiffre du code du saṃdhyā-bhāṣā, les auteurs s'appuient sur la sémiotique, le symbolisme, l'iconographie, les religions asiatiques, la philosophie asiatique, les religions ainsi que la philosophie indiennes, le symbolisme Bouddhiste, l'architecture religieuse indienne, la cosmologie, les notations mathématiques, le Bouddhisme Zen, l'art japonais, la méditation, les sadhanas personnelles, le tantra, le parallélisme entre microcosme et macrocosme, des dialogues avec bon nombre d'enseignants dont Anagarika Govinda et des membres avancés de la communauté Krishnamurti. (1986: p.vii-xiii)

## Classifications et numérologie
Les chiffres, la numérologie, et la spiritualité des nombres est la clé du langage du crépuscule, et est omniprésente dans le bouddhisme vajrayāna, comme dans les autres religions Indiennes. Les nombres les plus fréquents dans les classifications sont 3, 5 et 9, comme Bucknell et Stuart-Fox (1986: p. 110) l'affirment :

« La classification en cinq parties présentée dans les tantras est remarquablement complète, incluant des objets de tout ordre concevable; cette classification inclut les fameux cinq M (le poisson, la viande, l'alcool, les excréments, les rapports sexuels) et même un ensemble de cinq "fluides corporels : les fèces, l'urine, le sang, la semence, la chair. De plus, elle inclut des ensembles de principes et de doctrines, tels que les cinq skandhas (facteurs de l'existence), les quatre kāyas (corps bouddhiques) et le triplet prajña, upāya, bodhicitta (la sagesse, le moyen, esprit d'éveil). Par exemple, le triplet prajna, upaya et bodhicitta est identifié à féminin/masculin/union, Amitābha/Akṣobhya/Vairocana, etc. et sont donc implicitement associés respectivement aux groupes de l'eau, du feu et de l'espace. »

## Le Canon Pali
Bien que le langage du crépuscule soit une caractéristique appartenant principalement aux traductions telles que le bouddhisme Vajrayana, Bucknell et Stuart-Fox (1986:p.vii) citent le bhikku Buddhadasa Thaïlandais, qui aurait exploré « l'importance du langage symbolique dans le canon Pali[…]dans un ensemble de conférences et de publications ».

## La Tradition Vajrayana
Comme Bucknell et Stuart-Fox (1986 : p. vii) l'affirment de façon succincte en impliquant une dichotomie entre le Vajrayana Indien et l'Himalayen :

« Dans la tradition Vajrayana, de nos jours conservée principalement dans des sectes Tibétaines, il est reconnu depuis fort longtemps que certains enseignements importants sont exprimés sous la forme d'un langage symbolique secret connu sous le nom de saṃdhyā-bhāṣā, Langage du Crépuscule. Les mudrās, les mantras, les mandalas ainsi que les chakras, ces étranges choses qui étaient tant en vogue dans la culture hippie pseudo-Bouddhiste des années 1960, étaient tous des exemples d'utilisation du Langage du Crépuscule. »

## Dans les pratiquesTantriques
De même qu'il est un moyen de protection du secret des enseignements ésotériques, le langage du crépuscule est aussi en lui-même un moyen d'enseignement. Selon Layne Little :

« Le Tantrisme joue avec le langage de la même façon qu'il joue avec les conventions sociales et les structures éthiques qu'il subvertit. Il utilise un langage énigmatique qui, dit-on, projette le yogin dans la situation paradoxale qui est indispensable à sa formation. »

## Pour aller plus loin
- Bucknell, Roderick & Stuart-Fox, Martin (1986). The Twilight Language: Explorations in Buddhist Meditation and Symbolism. Curzon Press: London.  (ISBN 0-312-82540-4)
- Nordstrom, L. (1989). Philosophy East and West. Pp: 104-106. (Une critique négative de l'ouvrage précédent.)
- Bucknell, Roderick & Stuart-Fox, Martin, Response to Lou Nordstrom's Review of The Twilight Language: Explorations in Buddhist Meditation and Symbolism , Philosophy East and West (1989).